# 市民保全部隊

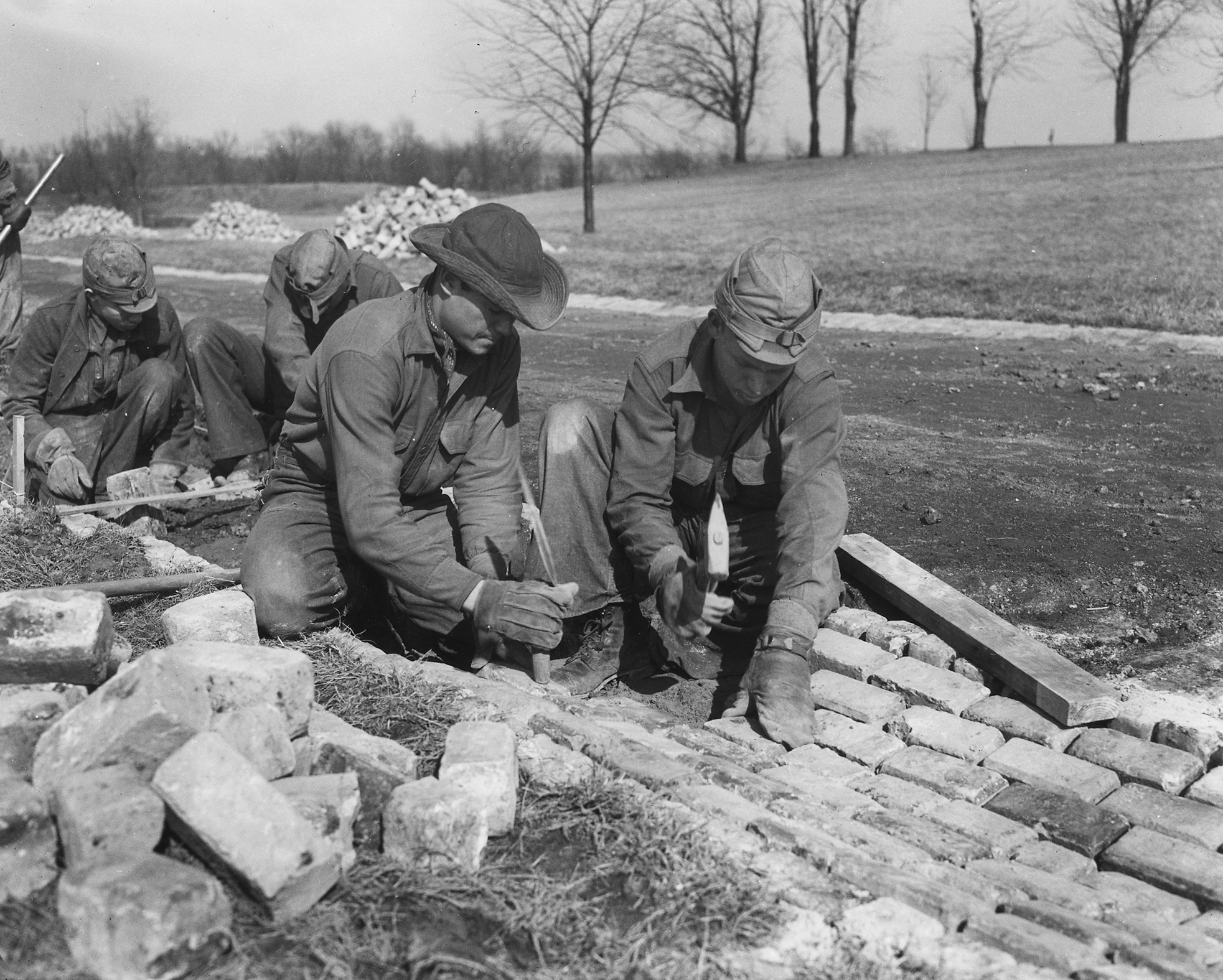
道路建設に従事する市民保全部隊の若者（1933年）

市民保全部隊（しみんほぜんぶたい、Civil Conservation Corps）は、1933年にアメリカ合衆国で行われた失業対策プログラム。市民資源保全団とも訳される。英語の頭文字からCCCと表記されることがある。若年労働者の職業教育訓練の場として発足した。1940年代初頭、第二次世界大戦が始まると役割は事実上、軍隊に取って変わられ1942年には消滅した。 

## 概要

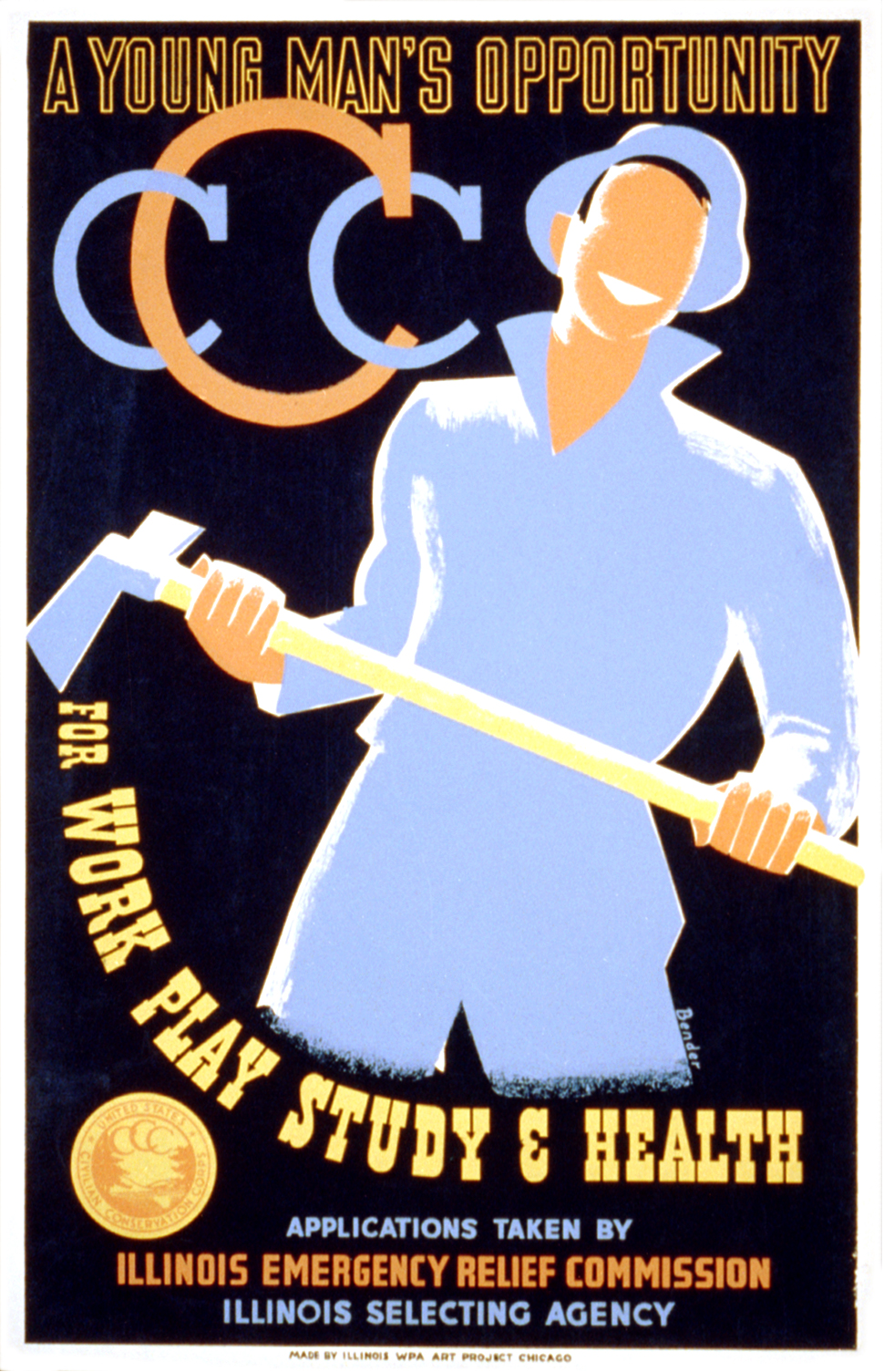
1935年、イリノイ州シカゴが制作したCCCの募集ポスター

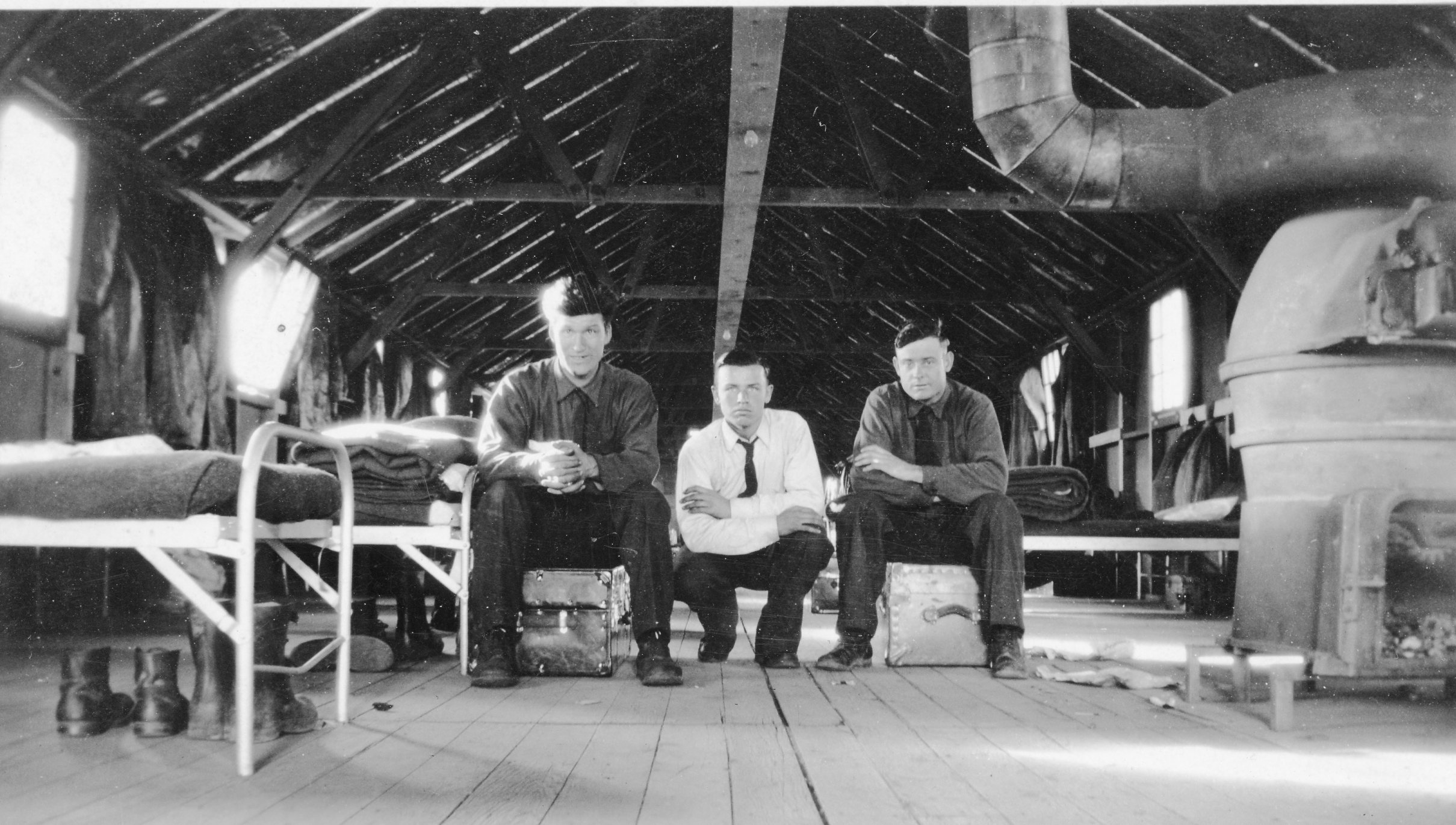
ユタ州ミルフォードのCCCバラック内部

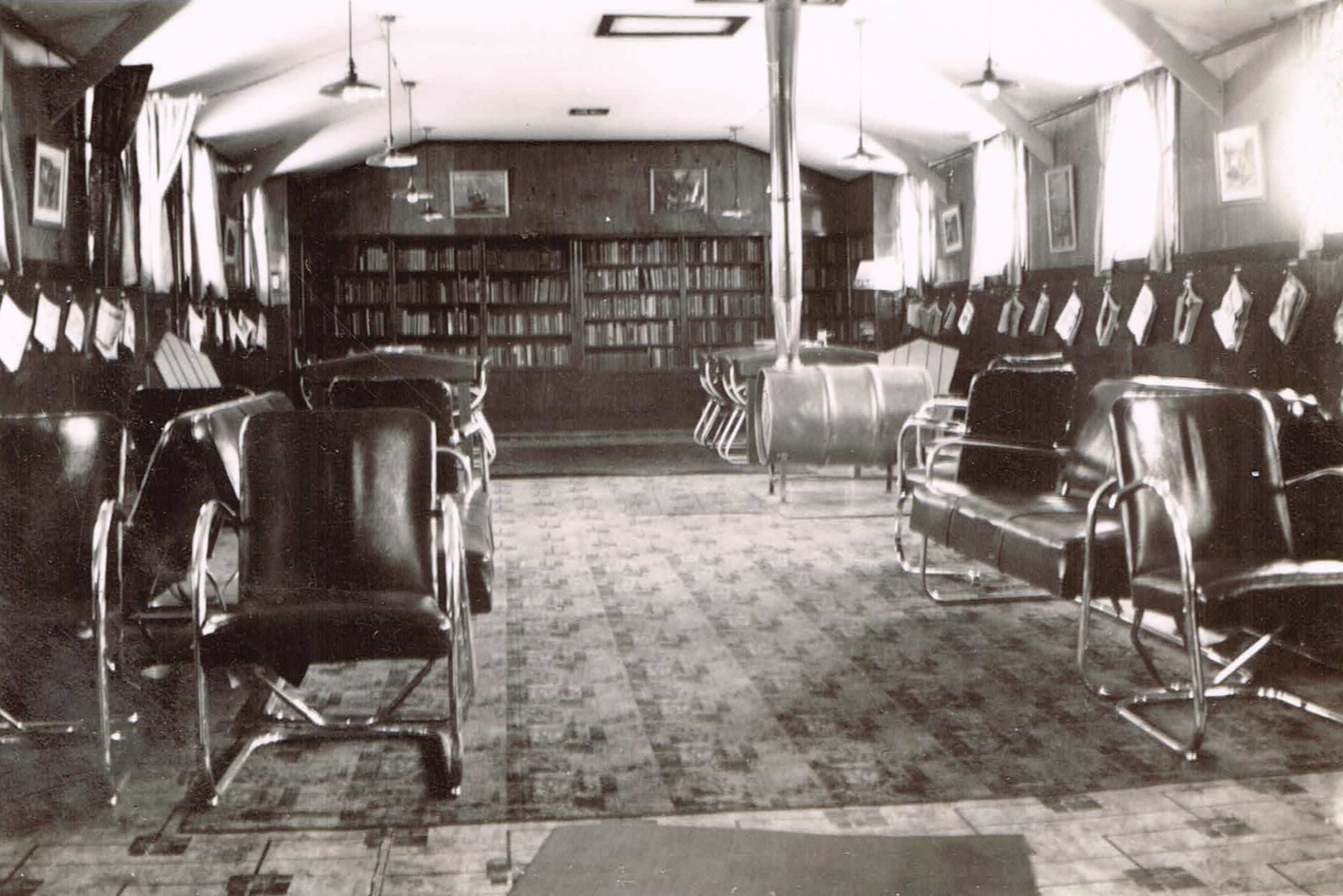
CCCキャンプのレクリエーション・ホールまたは教育施設（場所不明）

世界恐慌時のアメリカでは、若年労働者の多くが失業し、高等学校を卒業しても就職すらままならない状況となった。アメリカ政府は、こうした若者に対し、合宿（キャンプ）を通じて職業訓練を施すこととし、道路建設、土壌保全のための小規模なダム（堰）造りなどの公共事業や、森林の伐採、植林などの国立公園の維持管理作業に従事させた。
キャンプは、文字通り数人単位のテントやバラックにおける集団生活であり、つらい僻地での作業や人間関係など馴染めなかった者も多く存在し、1940年代以降にアメリカ国内で出版された小説やエッセイの中では、皮肉をこめて、またはネガティブに扱う者も現れた。しかし、給与の一部（22 - 30ドル/月）は親元へ送金されたため、少なくとも親からの評価は高かった。また、キャンプを通じて、10万人程度の文盲の若者に教育を施すことができたという。

## 参加要件
キャンプへの参加要件には、18歳から25歳までの独身（最終的には17歳から28歳まで拡大された）で失業中のアメリカ市民男子という条件は付されたものの、人種の条件は無かったため参加者のうち9%程度は黒人が占めることとなった。

## 規模
1933年7月には1,520のキャンプに290,000人が、ピーク時の1935年夏には、2,500を超すキャンプにて500,000人を超える規模の若者が作業に従事していた。

## 市民保全部隊が登場する映画・小説
- Pride of the Bowery（1940年）
- パブリック・エネミーズ（2009年）